# Kaljazinskij rajon
Il Kaljazinskij rajon (in russo Калязинский район?) è un rajon dell'Oblast' di Tver', nella Russia europea; il capoluogo è Kaljazin. Istituito nel 1929, ricopre una superficie di 1.671 chilometri quadrati.